# Raimbaud II d'Orange
Pour les articles homonymes, voir Raimbaud.
Raimbaud II d'Orange, comte d'Orange (en latin Raimboldus Comesvient de Oringis), appelé parfois Raimbaud de Nice, est né vers 1066, à Orange et peut-être mort en 1121, en Terre sainte. Mais cette date est contestée. Certains historiens estiment qu'il est décédé en 1097 ou d’autres en 1115.
Raimbaud II d'Orange est le premier comte d'Orange issu de la famille de Nice-Orange clairement identifiée et aussi le dernier. Il commande un corps de croisés au siège d'Antioche et lors du siège de Jérusalem (1099) il entre l'un des premiers par la brèche dans la ville avec Godefroy de Bouillon. Raimbaud II est l’un des héros de La Jérusalem délivrée du Tasse. 

## Biographie

### Sa famille
Raimbaud est dit le troisième du nom et le septième comte de cette ville, car de nombreux historiens font de Guillaume d'Orange, dit Guillaume au Court Nez (personnage légendaire, un des compagnons de Charlemagne, célébré dans les chansons de geste du Moyen Âge), le premier des comtes de la famille de Nice-Orange et établissent une généalogie de cette famille, dans laquelle un premier Raimbaud est comte d'Orange en 910.

Insigne des Bosonides.

Bertrand-Rambaud d’Orange, son père, est coseigneur de Nice, seigneur d’Orange. Il est l’un des arrière-petits-fils du comte Guillaume Ier de Provence, dit le libérateur. Certains historiens lui donnent le titre de vicomte. Il est un membre de la famille de Nice-Orangeet hérite d’une grande partie des biens de la famille en Provence occidentale. Il est tige des princes d'Orange. Il se marie avec Gilberge, fille de Foulques Bertrand de Provence, puis veuf se remarie avec Adélaïde de Cavenez, veuve de Guillaume V Bertrand de Provence. Bertrand-Rambaud d’Orange est le beau-père d’Adélaïde de Forcalquier († 1029), épouse d’Armengol IV d'Urgell († 1092), comte d'Urgel et le père, outre Raimbaud, de Léger d’Orange ou Laugerus, évêque d’Avignon (1124 ou 1126-1142).
Bertrand-Rambaud d’Orange, son père, se marie avec Gilberge, fille de Foulques Bertrand de Provence, dit aussi Bertrand Ier de Provence, né probablement en 1014,, mort le 27 avril 1051, comte de Provence de 1018 à sa mort. Il est fils de Guillaume II, comte de Provence, et de Gerberge de Bourgogne. Il dirigea la Provence indivis avec son frère aîné Guillaume à partir de 1018 et avec son plus jeune frère Geoffroi au plus tard à compter de 1032. Après la mort de Guillaume, il prit le titre de marquis, devenant ainsi le chef de la dynastie.
Sa veuve n’a pas l’usufruit de tout le comté d’Orange, mais d’un domaine considérable. Elle se remarie avec Bertrand Raimbaud, fils de Raimbaud de Nice, frère de Laugier d'Apt, et de Pierre II de Nice, évêque de Sisteron, puis évêque de Vaison. Le nom de la première femme de Bertrand-Rambaud nous est conservé par des actes analysés dans l'histoire de l'église de Vaison, du Père Boyer de Sainte-Marthe.

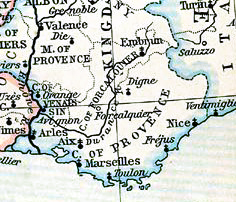
La Provence au XIIe siècle.

La comtesse Gilberge, fille du comte Foulques Bertrand de Provence, femme de Bertrand Rambaud, avec ses deux enfants Raimbaud et Pierre autorise des donations considérables faites à l'église de Vaison-la-Romaine par deux hommes de grande qualité Guillaume et Rotbald. En outre de plusieurs églises et terres, ces donations embrassent des quartiers entiers de la ville de Vaison-la-Romaine et de sa banlieue. Ces pièces ne sont pas datées; l'auteur les place au hasard dans une série de faits et d'analyses de chartes qu'il rapporte à l'évêque Pierre de Mirabel, arrière-grand-oncle de Bertrand-Rambaud d’Orange. Mais l'évêque par lequel elles sont reçues, pourrait tout aussi bien être son successeur Pierre II de Nice, fils de Rambaud de Nice et par conséquent beau-frère de Gilberge. D'autre part, Gilberge fait ici, avec ses fils ayant droit à sa succession, mais sans l'assistance de son époux, acte de haut domaine; il est donc à peu près certain que c'est en vertu de ses droits à elle, et non de ceux qu'elle tient de son mariage, qu'elle procède.
Ces actes nous apprennent encore, outre l'existence d'un second fils de Bertrand-Rambaud d’Orange, nommé Pierre, et que Raimbaud II est fils de sa première femme Gilberge et non de la seconde, Adélaïde.
Celle-ci se marie fort jeune, car elle survit à son époux longtemps, et n'est morte qu'après le 2 octobre 1103, date de son testament. Après avoir mentionné Bertrand-Rambaud comme son mari, elle institue héritiers Thiburge d'Orange, fille de Raimbaud II d'Orange, et Géraud Adhémar d'Orange, son époux, sans indiquer par un seul mot qu'elle ait avec Thiburge d'Orange ou avec Raimbaud le moindre lien de parenté. Voici des extraits de ce testament : ego Adalaiz comitissa... mansiones quas cum Bertrando Raibaldo marito meo, post mortem Udalrici episcopi, maie usurpavi... cetera... que hereditario jure mihi proveniunt tam in commitatibus quam in civitatibus et castris et villis... dimitto Tiburgi fiiie Raimbaldi et Geraldo Adimaro marito eius....
Toutefois, comme Gilberge, sa mère a dû mourir de bonne heure et Adélaïde tenir lieu de mère à ses beaux-fils, il n'est pas surprenant que dans le diplôme d'Alphonse, comte de Toulouse et marquis de Provence, délivré le 6 septembre 1126 à Bérenger, évêque d'Orange, pour confirmer les dons qu'elle a faits par ce testament à son église et à l'abbaye de Saint-Florent, elle est dite mère de Raimbaud II d'Orange d'autant que ce même diplôme contient une autre erreur matérielle du même genre alors que dans son testament, elle mentionne ces donations comme faites Cum Bertrando Raibaldo, Marito Meo la charte de confirmation porte assensu Raimbaldi, fillii sui. Gilberge un autre enfant, Pierre.

### L'armée du comte de Toulouse
Le souverain pontife, après le concile de Clermont, qui le 28 novembre 1095, résolut de parcourir les provinces voisines pour ranimer encore par sa présence l'enthousiasme des nouveaux soldats du Christ. De toutes les villes du Midi, Toulouse est alors la plus importante, et par le nombre de ses habitants, et par l’influence qu'elle exerce sur les pays de la Langue d'Oc. Urbain II n'eut pas plutôt visité les diocèses du Limousin, du Poitou et de la Guyenne, qu'il part de Bordeaux vers la fin d'avril, et se met en marche vers la capitale des Raymond. Le sixième jour du mois de mai 1096, plusieurs chevaliers et hommes d'église arrivent à Toulouse et se rendent au château Narbonnais où Raymond de Saint-Gilles tient alors sa cour.
- Seigneur, dit Raimbaud, comte d'Orange, demain notre saint père le pape Urbain II arrivera dans votre bonne ville de Toulouse.
— Béni soit celui qui vient au nom du seigneur, répond Raymond. Il trouvera ici l'élite des seigneurs de la Langue-d'Oc qui attendent impatiemment le jour du départ pour la Terre-Sainte.
... Les chevaliers qui se sont rangés autour de Raymond pour entendre les paroles de Guillaume d'Orange, messager du souverain pontife, prêtent tous le même serment, et passent la nuit à deviser sur la glorieuse expédition qu'on va entreprendre...
En 1096, le comte Raimbaud prend donc la croix à la voix d'Urbain II et part pour l'Orient avec Guillaume, évêque d'Orange, ils y perdent la vie en 1121. Le comte est parti comme feudataire de Raymond de Saint-Gilles, marquis de Provence, ou à la voix du chef de la croisade, l'évêque Adhémar, membre de sa famille, lequel exerce un grand ascendant sur l'esprit du comte de Toulouse.
Guillaume, évêque d'Orange, n'est pas le seul à accompagner Raimbaud. Un des principaux seigneurs d'Avignon, appelé Autran, suit l'exemple de tant d'illustres provençaux qu'on voit accourir de toutes parts à la voix du Souverain Pontife, et prendre la croix. Autran commence par offrir une partie de ses biens à Dieu, afin de se le rendre favorable pendant son voyage. Il se range avec les autres Provençaux sous la bannière du célèbre Raimbaud II, comte d'Orange, qui se distingue dans cette lutte gigantesque où l'Europe se précipite sur l'Asie, afin de délivrer du joug des infidèles la ville sainte et le tombeau de Jésus-Christ.
Toute la noblesse de la Gascogne, du Languedoc, de la Provence, du Limousin et de l'Auvergne partent nombreux à la croisade. Les historiens contemporains nomment parmi les chevaliers et les seigneurs qui prennent la croix : le comte Héracle de Polignac; Pons de Balazun, Guillaume de Sabran, Éléasar de Montredon, Pierre Bernard de Montagnac, Éléasar de Castries, Raymond de Liste, Pierre Raymond d'Hautpoul, Gouftiers de Lastours, Guillaume V, seigneur de Montpellier ; Roger, comte de Foix ; Raymond de Narbonne-Pelet, seigneur d'Alais; Isard, comte de Die; Raimbaud, comte d'Orange; Guillaume, comte de Forez; Guillaume, comte de Clermont; Gérard, fils de Guillabert, comte de Roussillon; Gaston, vicomte de Béarn ; Guillaume Amanjeu d'Albret; Raymond Ier de Turenne; Raymond, vicomte de Castillon ; Guillaume d'Urgel, comte de Forcalquier. À l'exemple d'Adhémar de Monteil, les évêques d'Apt, de Lodève, d'Orange, l'archevêque de Tolède, prennent la croix et conduisent une partie de leurs vassaux à la guerre sainte.
Raimbaud part pour la croisade, à la tête de quatre cents jeunes gens, choisis dans la principauté d'Orange. Partis de Bourgogne, d'Auvergne, de Gascogne, de Gothie et de Provence, ce sont quelque 1 200 cavaliers et 10 000 fantassins que le comte de Toulouse, Raymond de Saint-Gilles, et Adhémar de Monteil, évêque du Puy, légat pontifical de la première croisade, conduisent en Terre sainte. Dans cette armée, il y a toute la fleur de la noblesse du Midi de la France, Raymond Ier de Turenne, Guilhem V de Montpellier, Raimbaud II d'Orange... Après avoir traversé la Savoie, la Lombardie et la Vénétie, les croisés du sud progressent difficilement le long de la côte dalmate.
J. F-A. Peyré écrit :

« Les habitants effrayés s'enfuyaient dans les montagnes avec tout ce qu'ils possédaient, et se cachaient comme des bêtes fauves dans l'épaisseur des forêts. (...) Les Esclavons-Dalmates, comme les nomme Guillaume de Tyr, qui avaient en leur qualité d'indigènes une parfaite connaissance des lieux, suivaient à mi-côte la ligne des montagnes, et, du fond des retraites qui les abritaient, ne cessaient de harceler les Croisés, qui ne savaient comment se mettre en garde contre des ennemis insaisissables et des attaques aussi soudaines que multipliées. »

Les Provençaux, comme on les surnomme, se retrouvent dans un pays sans chemins praticables, sans animaux, sans oiseaux, sans récoltes. Les populations locales se transforment en brigands qui attaquent les isolés et même Raymond de Saint-Gilles et même Adhémar de Monteil sont attaqués par des bandes de pillards.
Au siège de Nicée (1097), lui et ses hommes combattent aux côtés d'Adhémar de Monteil. Albert d'Aix-la-Chapelle, nous dit que le comte d'Orange ne le cédait à personne en vaillance.
Après avoir traversé l'Oronte, toute l'armée chrétienne se place en ordre de bataille, de manière à occuper toute la vallée qui s'étend depuis la porte du Pont jusqu'aux Montagnes Noires, situées à une heure au nord d'Antioche. Ainsi rangés, les croisés empêchent l'ennemi de s'emparer des abords de la place et qu'il ne les enveloppe. Hugues le Grand, les deux Robert, le comte de Belesme, le comte de Hainaut, se mettent à la tête de l'aile gauche; Godefroy se place à la droite, soutenu par Eustache, Baudouin du Bourg, Tancrède, Renaud de Toul, Évrard de Puyset; Adhémar de Monteil est au centre de l'armée avec Gaston de Béarn, le comte de Die, Raimbaud d'Orange, Guillaume de Montpellier, Amanjeu d'Albret. Bohémond commande un corps de réserve, prêt à se porter sur tous les points où les chrétiens auraient besoin d'être secourus. L'évêque du Puy conduit vers les montagnes le corps qu'il dirige, et confie à un
clerc le soin de porter au milieu de sa troupe la lance qu'on avait trouvée. Pierre de Stenay, Renaud deToul, et son frère Garnier de Gray, Henri de Hache, Renaud d'Ammersbach et Gautier de Drominédard, se disposent à guider leur corps vers le chemin qui conduit à travers les montagnes au port de Siméon. Le comte Raimbaud d'Orange, Louis de Monzons, et Lambert, fils de Conon de Montaigu,
reçoivent ordre de prendre le commandement d'un autre corps.
Son nom est donc lié à ceux d'Adhémar de Monteil, évêque du Puy et légat pontifical de la première croisade et Robert II de Flandre, dit Robert le Hiérosolymitain. Raimbaud II d'Orange commande un corps de croisés au siège d'Antioche. En effet, selon Guillaume de Tyr, le sixième corps d’armée, en vertu des ordres des princes, est mis sous le commandement de Raimbaud comte d'Orange, qui a avec lui Louis de Moncons, et Lambert, fils de Conon de Montaigu.
Guillaume de Tyr nous dit qu'à l'appel de Godefroi, s'élancent sur les renforts et se réunissent à ceux qui y étaient déjà arrivés. Immédiatement à la suite du duc de Lorraine, on avait vu marcher successivement le comte de Flandre et le duc de Normandie, le valeureux Tancrède, homme illustre et recommandable en tout point; Hugues l'ancien, comte de Saint-Paul, Baudouin du Bourg, Gaston de Béziers Girard de Roussillon, Conan le Breton, Raimbaud comte d'Orange, Louis de Mouson, Conon de Montaigu et Lambert son fils, et plusieurs autres dont les noms nous sont échappés.
Le comte Raimbaud de la ville d'Orange, Louis de Monzons, Conon de Montaigu, et son fils Lambert, Gaston de Béziers, Gérard de Roussillon, et Baudouin du Bourg, s'établissent en 1099 tout autour de Jérusalem, contrairement aux autres Provençaux.
Raimbaud II d'Orange lors du siège de Jérusalem (1099) entre l'un des premiers par la brèche dans la ville. L'Histoire du clergé de France, Michaud, The True Sense and Practice of Chivalry et Guillaume de Tyr nous disent que :

« Un gentilhomme, nommé Lethalde, qui combat sur une tour mobile, saute le premier sur le mur ; son frère Engelbert, Godefroi de Bouillon, le comte Eustache et plusieurs autres seigneurs s'élancent à leur tour, renversent les Sarrasins et pénètrent dans Jérusalem. Le comte de Flandre, le duc de Normandie, Tancrède, Hugues de Saint-Paul, Conan-le-Breton, Raimbaud, comte d'Orange, Conon de Montaigu, qui combattent sur un autre point, parviennent également à gagner les remparts, et, suivis d'un grand nombre de braves, ils se font jour dans les rues de la ville. »

### Comte?
L'origine de la comtesse, belle-mère de Raimbaud II d'Orange n'est pas bien établie : on peut être persuadé qu'elle est tout simplement la veuve du comte de Provence-Avignon Guillaume Bertrand, mort entre 1065 et 1067. Ce comte, marié avec elle dès 1050, en avait eu une fille nommée également Alix : il dut lui laisser, sinon l'usufruit de tout le comté d'Orange, du moins un domaine considérable dans le comté. Elle se remarie avec Bertrand Raimbaud, fils de Raimbaud de Nice, frère de Laugier le Roux, de Nice, et de Pierre II de Nice, évêque de Sisteron, puis de Vaison. Le premier époux d'Adélaïde-Alix avait dû mourir fort jeune : le second, connu depuis 1062 jusqu'au 21 avril 1073, meurt avant la croisade. Elle-même, encore vivante vers 1105, lors de l'hommage prêté par la vicomtesse d'Avignon à sa fille Alix, comtesse d'Avignon et de Forcalquier, teste seulement le 12 octobre 1113. Elle est alors d'un âge très avancé, car son beau-fils Raimbaud d'Orange, prince ou podestat de Nice en 1108, n'est pas son héritier : ego Adalaiz comitissa... mansiones quas cum Bertrando Raibaldo marito meo, post mortem Udalrici episcopi, maie usurpavi . . . cetera... que hereditario jure mihi proveniunt tam in commitatibus quam in civitatibus et castris et villis... dimitto Tiburgi fiiie Raimbaldi et Geraldo Adimaro marito eius....
Elle prend ses dernières dispositions en faveur de la petite-fille de son mari Thiburge d'Orange, mariée avec Giraud Adémar de Montélimar, qui devient ainsi prince d'Orange ; mais elle ne peut évidemment lui transmettre le comté d'Orange qu'elle n'a pas. C'est tout au moins l'avis de Manteyer, mais Raimbaud est peut-être en Terre Sainte et considéré comme mort. Il ne serait pas le seul.
Les possessions de la maison d'Orange dans le comté de Nice proviennent de la part d'enfant reçue dans la succession de Rambaud de Nice par son fils Bertrand-Rambaud d’Orange. Raimbaud II, comte d'Orange, fils de Bertrand-Rambaud d’Orange, exerce encore, après son retour de la croisade, où il s'est acquis un si haut renom, sa part d'autorité dans la vicomté de Nice en 1108, et sa fille Thiburge les mentionne dans son testament.
Au retour de Terre-Sainte, Raimbaud II d'Orange s'établit à Nice, où nous l'avons vu plus haut exercer encore en 1108 l'autorité vicomtale, et délaisser le comté d'Orange à sa fille unique Thiburge et à son gendre Géraud Adhémar de Montélimar. Celui-ci, en effet, prend une part active aux affaires, notamment dans la question de l'union du diocèse à celui de Saint-Paul-Trois-Châteaux. L'acte d'élection au siège d'Orange de l'évêque Bérenger par les prélats réunis autour du légat du pape au Pont-de-Sorgues, est autorisé par lui assensiente Giraldo Ademaro Aurasice Principe. Cette pièce est le plus ancien monument du titre princier d'Orange.
Depuis la nouvelle constitution de 1108, le parti aristocratique de Nice, à l'exemple des autres princes séculiers, veut s'ingérer dans le gouvernement de l'Église, soumettre les affaires ecclésiastiques à son tribunal séculier, et se soustraire aux juges et aux tribunaux du clergé. Arnaud de Brescia trouve partout des adeptes. Arnaud de Brescia est un hérésiarque né vers 1100 et supplicié en 1155. Il est influencé par l'école de logique de Pierre Abélard. Il souhaite accroître l'influence des laïcs, cantonner le pape à son rôle religieux, et en conséquence lui supprimer son pouvoir temporel. Mais l'excommunication des comtes de Forcalquier et de Toulouse vient merveilleusement en aide au parti Catalan. Aussi, quand Raimond Bérenger, en 1116, arrive dans nos pays, se rendant au-delà des monts auprès du Souverain-Pontife, il est, au plus grand déplaisir des Raimbaud de Nice, fêté et comblé d'honneurs par leurs adversaires. Dans son escorte brillante apparaissaient les évêques de Fréjus et d'Antibes. L'abbaye de Lérins reçoit confirmation de ses privilèges. L'évêque de Nice s'avance au-devant de lui pour le complimenter, et la population le fête, au grand mécontentement de la faction opposée.
Raimbaud est l'un des rares membres de la haute noblesse provençale qui partent à la croisade. L'ordre de Saint-Jean de Jérusalem est reconnu en 1113 et l'ordre du Temple, alors qu'il est mort, en 1129. Toutefois, les Hospitaliers de l'Ordre sont déjà en Orient et se singularisent par leurs idées et leur comportement. Or, l'entourage de Raimbaud II va accueillir les Templiers, même si cet intérêt ne va pas durer aux générations suivantes.

## Famille
Selon le Cartulaire de l'Église d’Apt, l’épouse de Raimbaud II de Nice, vers 1113, se prénomme Rixende,. Ce Raimbaud de Nice, deuxième du nom, semble être Raimbaud II d’Orange, vicomte de Nice. Tous les autres Raimbaud de Nice connus sont morts depuis 40 ans et pas deuxième du nom. Toutefois sa mère se prénommant Amancia, il s’agit donc très certainement d’un fils d’Amancia de Lacoste-Castellane et de Laugier d’Apt, prénommé Raimbaud et coseigneur de Nice avec son cousin beaucoup plus connu.
Raimbaud II d'Orange, dont le prénom de la femme est peut-être Aircelène, ne laisse qu'un fils mais sans postérité et une fille :

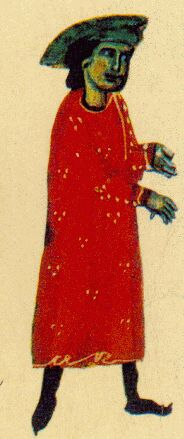
Raimbaut d'Orange, le troubadour.

- Thiburge d'Orange † 1150, qualifié de comtesse d'Orange (Tiburgis de Aurasica civitate). Ses fils, mineurs, sont confiés à son beau-fils Bertrand des Baux[38].
  - mariée vers 1103 ou 1105 à Giraud Adhémar de Monteil, dit de Montélimar[39] ( Monteil-Adhémar)[40]. Selon le Nobiliaire universel de France, Giraud Adhémar de Monteil est le frère d'Adhémar de Monteil, évêque du Puy, légat du Saint-Siège, en Orient[41]. Ils ont peut-être trois enfants :
    - Pierre
    - Gérard
    - Étienne, chevalier du Temple

  - puis, veuve, elle se remarie à Guilhem d'Aumelas. Guilhem d'Aumelas, minor de Guilhem V de Montpellier hérite de la seigneurie d'Aumelas tout près d'Aniane[42] et d'importants domaines dans les diocèses de Montpellier et de Maguelonne[43]. Guillaume participe avec son père à la prise de Majorque sur les Maures en 1114 aux côtés du comte Raimond-Bérenger III de Barcelone et va en Terre Sainte. Il épouse en 1129/1130 Thiburge d'Orange[44]. Il est le premier Guillaume d'Orange et fait son testament au mois de mars de l'an 1156[45].
    - Raimbaut d'Orange, troubadour, hérite le territoire de Aumelas et Orange.
    - Tiburgette mariée à Adhémar de Murviel
    - Thiburge II d'Orange, Na Tibors de Sarenom, troubadour comme son frère, épouse Bertrand des Baux.
    - Guillaume

## Conte et légendes sur un preux chevalier

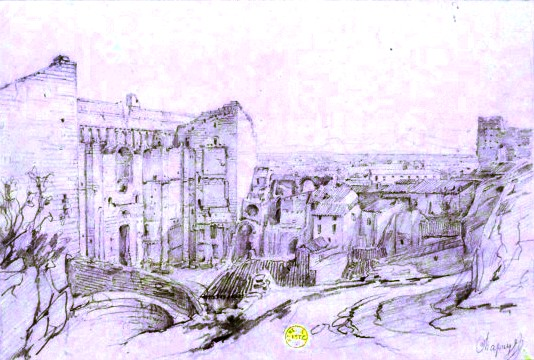
Orange.

Raimbaut d'Orange est cité dans la Chanson d'Antioche parmi les princes qui frappent tous ensemble à l'envi et Rambaud est encore un personnage célèbre en Provence. Il est même l’objet de contes et légendes :

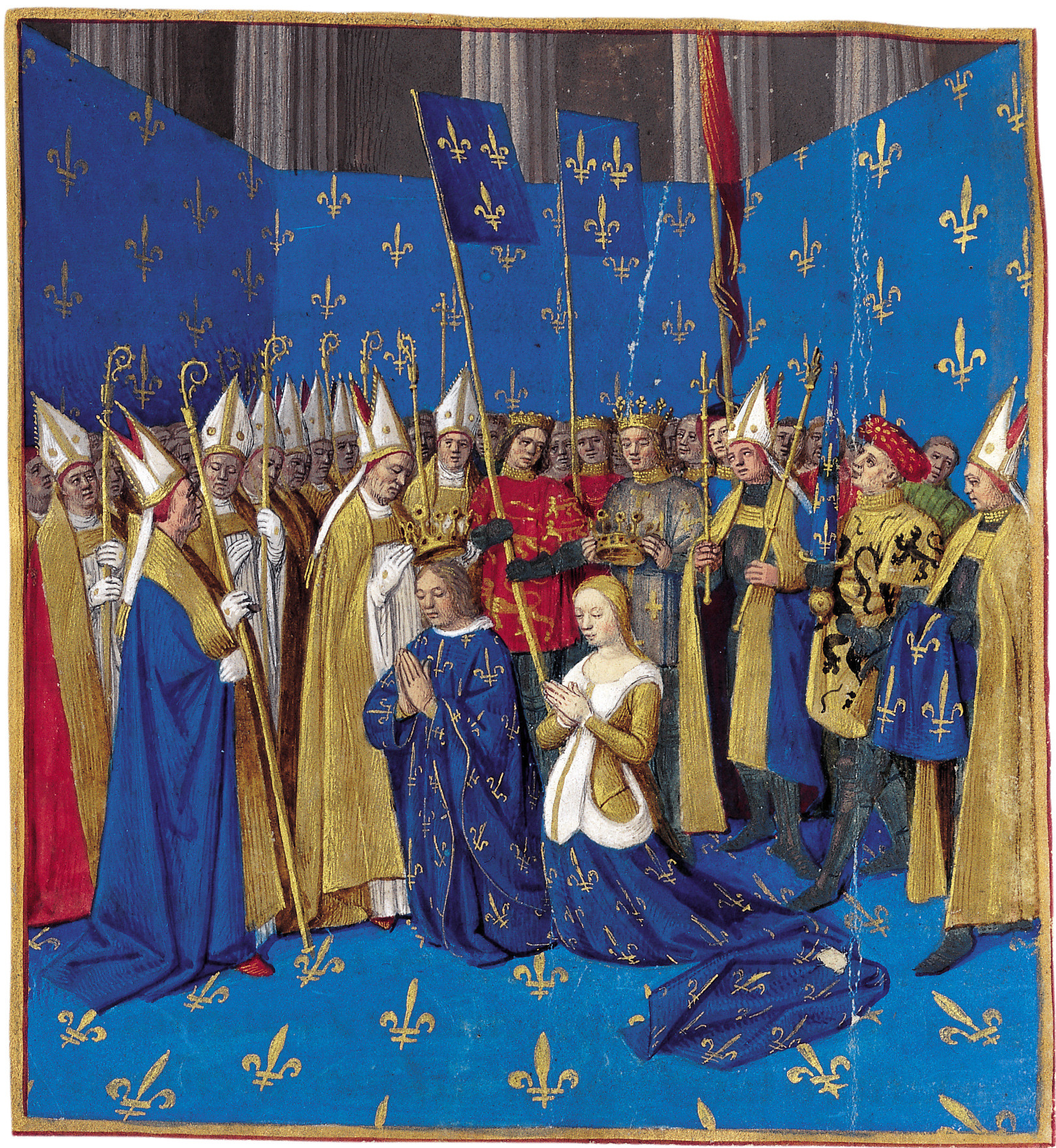
Couronnement de Louis VIII et Blanche. Blanche de Castille est une très lointaine parente de Gilberge de Provence, sa mère et Rambaud de Nice, n’est pas son père, mais son grand-père.

« - Bon Seigneur, je vous sais partir bientôt pour la Croisade et viens de faire dans l'eau du puits le vœu de vous y voir réussir la prise d'Antioche et Jérusalem, avant de nous revenir sauf et glorieux. »

« Raimbaud II inclina la tête et partit, songeur. Le Comte Raimbaud II d'Orange se croisa, partit, prit Antioche, puis Jérusalem. Un matin de l'été 1098, il monta à cheval et partit apparemment sans but défini, pour se retrouver tout soudain près du "Clos de l'Escarrat" Avançant doucement vers la maisonnette, il aperçut Thibaude, penchée sur un ouvrage de broderie, entrelaçant patiemment plumes et laines filées. Sentant tout à coup un regard posé sur elle, Thibaude releva la tête et son sourire s'épanouit : ce sourire qui, dans l'horreur des combats, avait accompagné le valeureux chevalier, mois après mois. Raimbaud II hissa prestement la jeune fille devant lui sur le dos d'Aldran, et tous trois prirent le chemin que leur réservait la destinée : ils s'aimèrent d'une passion dévorante eurent de nombreux enfants, fruits de cet immense amour, et expirèrent en communion fusionnelle dans les bras l'un de l'autre, le même jour, terrassés par la peste bubonique. Même l'eau du puits n'avait pu les sauver...Mais leurs âmes ardentes sont encore présentes au bord de la margelle du puits du " Clos de l'Escarrat ". Depuis lors, l'eau du puits du " Clos de l'Escarrat " est restée fameuse par tout le Comté d'Orange et au-delà. En 1678, en curant son puits, tari à la suite d'une exceptionnelle sècheresse, le fermier Abel Gondrand récupéra une telle quantité de pièces d'or qu'il put faire construire une belle bastide devenue " Le Mas du Clos de l'Escarrat". »